# Melanagromyza trepida
Melanagromyza trepida är en tvåvingeart som beskrevs av Spencer 1966. Melanagromyza trepida ingår i släktet Melanagromyza och familjen minerarflugor. Inga underarter finns listade i Catalogue of Life.